# Volksbuch

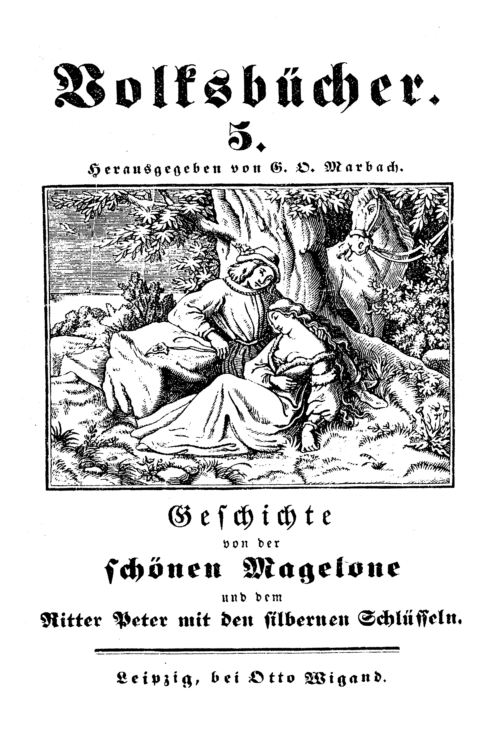
Historia de la bella Magelone y del caballero Peter con las llaves de plata. Volksbücher, 5. Escrito por G. O. Marbach (Leipzig: Wigand, 1838-1849).

Volksbuch (en alemán: libro del pueblo) es un término acuñado por Joseph Görres y Johann Gottfried Herder a finales del siglo XVIII, cuyo título se debe a su contenido de literatura popular. Normalmente, estos libros populares estaban escritos en prosa y ambientados en la Edad Media.